# Franz Oppenhoff
Franz Oppenhoff (18. srpna 1902 v Cáchách v Německu – 25. března 1945 tamtéž) byl starosta německého města Cáchy (německy Aachen).
Po dobytí Cách spojeneckými vojsky za druhé světové války byl Franz Oppenhoff 31. října 1944 určen starostou.
Dne 25. března 1945 byl Oppenhoff zavražděn před svým domem nacistickým Werwolf komandem, které operovalo za frontovou linií. Rakušan Sepp Leitgeb byl ten, jež zmáčkl kohoutek. Byl zabit minou, když se komando vracelo k Rýnu. Většina členů skupiny byla chycena, odsouzena a uvězněna.
Oppenhoffova alej — hlavní ulice v Cáchách — je pojmenována na památku Franze Oppenhoffa.